# Passiflora manicata
Passiflora manicata es una planta perenne, trepadora de la familia Passifloraceae, nativa de América Central y Sudamérica.

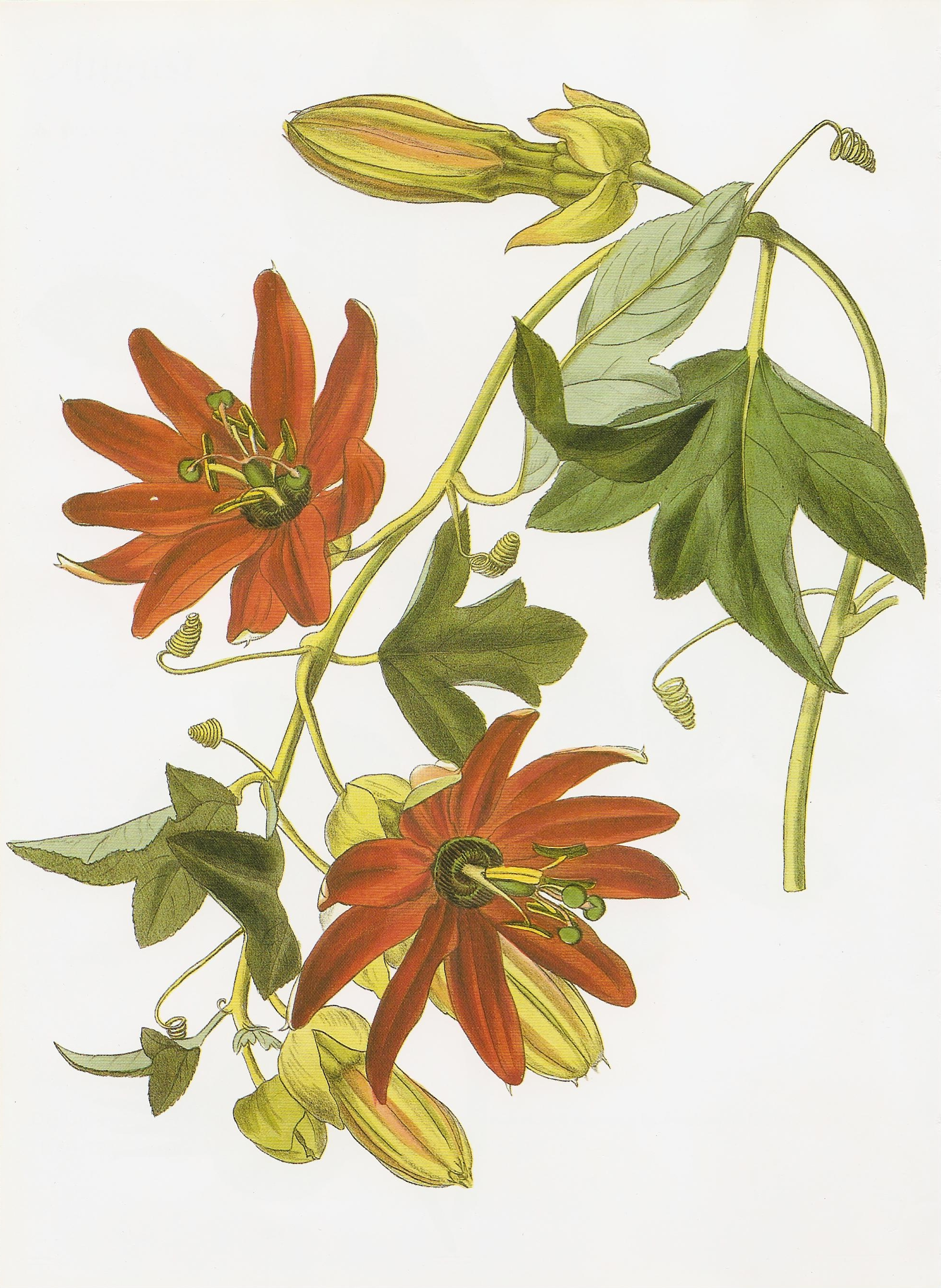
Ilustración de Louis-Aristide-Léon Constans (fl. 1830s-1860s), placa 26 del primer volumen de Paxton's Flower Garden (1850-1851) de John Lindley y Joseph Paxton.

## Descripción
Es un arbusto trepador perenne de crecimiento rápido que alcanza un tamaño de 7 metros. Las hojas son agudas tri lobuladas, obtusas en la base, coriáceas de 4,5-11 cm de largo y 4,5-13 cm de ancho. El margen serrado, con punta roma o aguda. El tallo es peludo y tiene una longitud de 50 mm. Las brácteas tienen forma de riñones, son de 1-2 mm de longitud. Florece en verano con flores grandes de color rosa carmín con pétalos de 3-5 cm.

## Taxonomía
Passiflora manicata fue descrita por (Juss.) Pers. y publicado en Synopsis Plantarum 2: 221. 1806[1807].
Etimología
Ver: Passiflora
manicata: epíteto latino que significa  "con mangas largas".

## Sinonimia
- Passiflora manicata var. macrophylla Kunth
- Passiflora meridensis H. Karst.
- Passiflora rhodantha Harms
- Tacsonia manicata Juss.
- Tacsonia manicata var. macrophylla (Kunth) M. Roem.	[4]